# Трайчо Манчов
Трайчо (Трайче) Манчов с псевдоним Младен е български просветен деец и революционер, деец на Вътрешната македоно-одринска революционна организация.

## Биография
Трайчо Манчов е роден в пиянешкото село Панчарево, тогава в Османската империя, днес в Северна Македония, на границата с България. Учител е в родното село. Присъединява се към ВМОРО. Ръководител е на селския комитет към 1898 година. Гоце Делчев кореспондира с него.